# Cubillo
Cubillo település Spanyolországban, Segovia tartományban. Cubillo Arahuetes, Santiuste de Pedraza, Turégano, Caballar és Valdevacas y Guijar községekkel határos. Lakosainak száma 73 fő (2024).

## Népesség
A település népessége az elmúlt években az alábbi módon változott:
| Lakosok száma | 52   | 58   | 57   | 57   | 69   | 69   | 72   | 73   | 74   | 73   |
|               | 2001 | 2004 | 2007 | 2009 | 2012 | 2014 | 2017 | 2019 | 2022 | 2024 |